# طبقة صافية
الطبقة الصافية هي الطبقة الثانية من البشرة تحت الطبقة المتقرنة وتحتوي على طبقة رقيقة من الخلايا الميتة التي تظهر شفافة تحت المجهر. فقط يمكن ملاحظتها بسهولة تحت المجهر الضوئي في طبقات الجلد السميكة التي توجد في راحة اليدين واخمص القدمين.
توجد هذه الطبقة بين الطبقة المتقرنة والطبقة الحبيبية وتتكون من 3 إلى 5 طبقات من الخلايا القرنية المسطحة الميتة. لا تمتلك الخلايا القرنية في الطبقة الصافية على حدود واضحة، كما أنها مملوءة بمادة الإيليدين، وهي شكل متوسط من الكيراتين.
سمك الطبقة الصافية يعتمد على معدل انقسام الخلايا في البشرة. كما أن الجسيمات الميلانينية تتحكم بلون الطبقة الصافية. الخلايا في هذه الطبقة مسطحة ومحاطة بمادة زيتية ناتجة عن الإخراج الخلوي للجسيمات الصفاحية المتراكمة عند انتقال الخلايا القرنية خلال الطبقة الشائكة والطبقة الحبيبية.

## صور أضافية

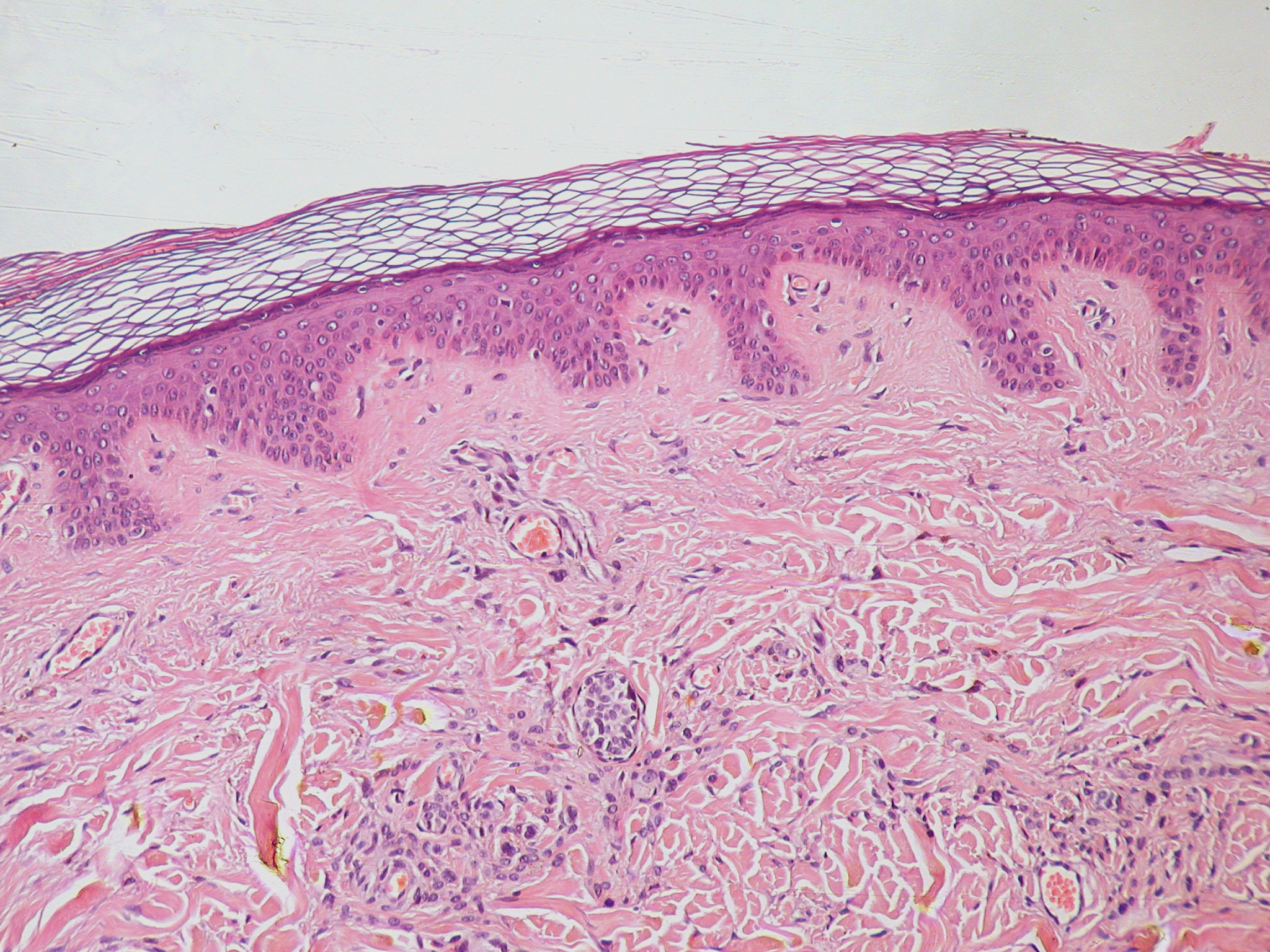
البشرة والأدمة في جلد الإنسان
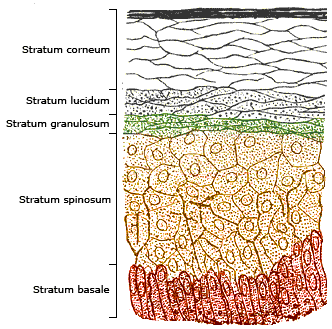
مقطع للبشرة